# Pterygoplichthys
Pterygoplichthys es un género de peces sudamericanos de la familia Loricariidae. Algunas especies del género han sido introducidos en ríos de México, Puerto Rico, Estados Unidos e incluso en la isla de Taiwán.

## Especies
- P. ambrosettii
- P. disjunctivus
- P. etentaculatus
- P. gibbiceps
- P. joselimaianus
- P. lituratus
- P. multiradiatus
- P. pardalis
- P. parnaibae
- P. punctatus
- P. scrophus
- P. undecimalis
- P. weberi
- P. xinguensis
- P. zuliaensis

## Reclasificación
Claude Weber revisó en 1991 la clasificación de las especies de peces de la familia Loricariidae asignada al género Pterygoplichthys y determinó que eran parafiléticas. Redujo el número de especies en Pterygoplichthys a las tres monofiléticas: P. etentaculatus, P. undecimalis y P. zuliaensis; resucitó el género Liposarcus de Günter (1864), para incluir cuatro especies: L. multiradiatus, L. pardalis, L. anisitsi y L. disjunctivus, y ha establecido un nuevo género, Glyptoperichthys, para incluir seis especies: G. gibbiceps, G. lituratus, G. punctatus, G. joselimaianus, G. parnaibae y G. xinguensis. Por otra parte, P. scrophus, descripta por Cope en 1864 como Liposarcus scrophus, y considerada por Weber como subespecie de G. gibbiceps, ha sido reclasificada como Glyptoperichthys scrophus.
Por el contrario, Armbruster, considera que las diferencias no son lo suficientemente grandes como para validar los géneros Glyptoperichthys y Liposarcus y que deben considerarse como sinónimos de Pterygoplichthys.